# Midnight call
「Midnight call」（ミッドナイト コール）は、COLORの9枚目のシングル。2008年6月18日にrhythm zoneから発売。

## 概要
前作「君のいない道」から5カ月後のシングル。「CD+DVD」「CDのみ」の2形態で発売。
DVDには表題曲「Midnight call」のミュージックビデオを収録。

## 収録曲
CD
1. Midnight call
作詞・作曲：STY
H.I.S.「スーパーサマーセール」のCM（関東地方のみ）、フジテレビ系『魁!音楽番付JET』の7月度オープニング・テーマ
2. Call My Name
作詞：Yoko Hiji / 作曲：Kenneth Edmonds
日本テレビ系ドラマ『課長島耕作2 -香港の誘惑-』挿入歌
3. Midnight call (Instrumental)
4. Call My Name (Instrumental)

DVD
1. Midnight call (Video Clip)